# Malek Haddad
Pour les articles homonymes, voir Haddad.
Malek Haddad de son nom de naissance Malek Aimé Haddad, est un écrivain et poète algérien d’expression française, né le 5 juillet 1927 à Constantine et mort à Alger le 2 juin 1978.
Il est l'auteur de plusieurs livres qui portent sur la double culture, l’exil par la langue, et l’incommunicabilité entre les générations.

## Biographie
Malek Haddad est le fils de Slimane Haddad, kabyle originaire de Draâ El Mizan, du côté de la commune de Frikat (wilaya de Tizi Ouzou), et instituteur à Constantine, ville dans laquelle Malek Haddad fait ses études. Il vit la langue française à l’école comme un exil plus fort encore que l’exil : « L’école coloniale colonise l’âme... Chez nous, c’est vrai, chaque fois qu’on a fait un bachelier, on a fait un Français ». « Il y a toujours eu une école entre mon passé et moi ». « Je suis moins séparé de ma patrie par la Méditerranée que par la langue française ».
Lui-même instituteur pendant une courte période, il s’inscrit à la faculté de droit d'Aix-en-Provence mais abandonne ses études après 1954 pour aller travailler comme ouvrier agricole avec Kateb Yacine en Camargue.
Pendant la guerre de Libération, Malek Haddad collabore à plusieurs revues parmi lesquelles Entretiens, Progrès, Confluents, les Lettres françaises. Il travaille à la radiodiffusion française et écrit des romans entre 1958 et 1961.
Dès 1956, il milite à la Fédération de France du FLN. Obligé de quitter la France en 1960-1961, il s'installe pour un temps à Tunis.
Conférencier et diplomate, il porte la voix de l’Algérie combattante dans différents pays, au titre des écrivains algériens. Le FLN lui confia ainsi des missions de représentations dans de nombreux pays tiers-mondistes, tels que l'Égypte, l’ex-URSS, et l'Inde.
Après 1962 il s'installe à Constantine, collabore à l’hebdomadaire Atlas et à la revue Novembre et dirige de 1965 à 1968 la page culturelle d’An Nasr qui paraît alors en langue française.
Chargé de la direction de la Culture au ministère de l’Information de 1968 à 1972, il fonde la revue littéraire Promesses, et organise en 1969 le premier festival panafricain à Alger. En 1974, il est nommé secrétaire de l'Union des écrivains algériens.
Malek Haddad décède des suites d'un cancer le 2 juin 1978 à Alger. Le Palais de la Culture de Constantine porte aujourd'hui son nom. Quoique traduite dans quatorze langues, l'œuvre de Malek Haddad demeure relativement peu connue.

## Œuvres
- Le Malheur en danger (poèmes), La Nef de Paris, 1956; Bouchène, 1988 (avec une illustration de Issiakhem).
- La Dernière impression (roman), Éditions Julliard, 1958
- Je t’offrirai une gazelle (roman), Julliard, 1959; réédition 10/18 no 1249, 1978  (ISBN 2264009047)
- L’Élève et la leçon (roman), Julliard, 1960; réédition 10/18
- Le Quai aux Fleurs ne répond plus (roman), Julliard 1961; réédition 10/18 no 769, 1973  (ISBN 2264009055)
- Les Zéros tournent en rond (essai), Maspero, 1961
- Écoute et je t’appelle (poèmes), Maspero 1961
- Algériennes, (album de photographies), Alger, Ministère de l’Information, 1967.

- Si Constantine m'était contée ... série d'articles parus dans le journal An Nasr entre le 4 et le 14 janvier 1966.

Malek Haddad laissera également des inédits et des manuscrits inachevés :
- Les Premiers froids (poèmes)
- La Fin des Majuscules (essai)
- Un Wagon sur une île (roman inachevé)
- Les Propos de la quarantaine (chronique)